# Erodium hartvigianum
Erodium hartvigianum är en näveväxtart som beskrevs av P.Arne K. Strid och Kit Tan. Erodium hartvigianum ingår i släktet skatnävor, och familjen näveväxter. Inga underarter finns listade i Catalogue of Life.